# Tarr Imre
Tarr Imre, álnevén Nagy Sándor, (Pécs, 1900. november 20. – Huesca, Spanyolország, 1937. június 12.) MÁV-munkás, mozgalmár.

## Élete
Tarr János csobokapusztai születésű, római katolikus vallású kocsis és Lizicza Katalin fiaként született. 17 éves volt, mikor szülővárosában bekapcsolódott az antimilitarista mozgalomba, a Magyarországi Tanácsköztársaság kikiáltását követően – miután illegálisan átlépte a demarkációs vonalat – a Vörös Hadseregben harcolt az intervenciós csapatok ellen. A kommün bukása után ismét Pécsre került, ahol 1920-ban őt választották meg a Szocialista Ifjúmunkás Szövetség helyi szervezetének titkárául, s részt vett a Munkás, az Ifjumunkás, illetve az Ifju Harcos című lapok szerkesztésében. A következő év nyarán az osztrák fővárosba emigrált, ahol elvégezte a kommunista párt propagandatanfolyamát, majd visszatért Magyarországra, ahol Budapesten és Győrött működött az ifjúmunkások mozgalmában. 1923. augusztus 4-én Győrött letartóztatták, majd három év börtönt szabtak ki rá, amely büntetés letöltését követően Ausztriába, majd Németországba emigrált, végül Franciaország következett, ahonnan azonban politikai tevékenysége nyomán kiutasították. Így került Belgiumba, majd illegálisan ismét Párizsba, ahol a Szabad Szó című lap munkatársaként dolgozott. 1930-ban a Kommunisták Franciaországi Pártja magyar csoportjának vezetőségébe került be. 1936-ban, miután kitört a spanyol polgárháború, Spanyolországba utazott, ahol a XIII. brigádban harcolt, továbbá zászlóaljának politikai biztosaként működött. A huescai harcokban hunyt el.

## Emlékezete
Születésének 75. évfordulóján arcképével emlékbélyeget bocsátottak ki, amelyet Vagyóczky Károly tervezett. Életrajzi dokumentumfilm is készült róla, amely 1980-ban került először adásba.